# Tofta kyrka, Skåne
Tofta kyrka är en kyrkobyggnad i Landskrona kommun. Den är församlingskyrka i Häljarps församling i Lunds stift.

## Kyrkobyggnaden
Kyrkans långhus, kor och absid uppfördes troligen på 1100-talet eller början av 1200-talet. Kyrkorummets nuvarande valv tillkom på 1400-talet. Kyrktornet fick sin nuvarande utformning på 1600-talet. Nuvarande absid i öster uppfördes år 1787 på murarna av den ursprungliga absiden. På 1840-talet omgestaltades kyrkan av Carl Georg Brunius då södra vapenhuset revs. Ny takstol och nytt tegeltak tillkom.

## Inventarier
- Ett triumfkrucifix är från slutet av 1400-talet.
- Predikstolen är tillverkad år 1846 efter ritningar av Carl Georg Brunius.
- Altartavlan från 1830-talet är signerad i Paris av Alexander Malmquist.
- Dopfunten av trä är tillverkad år 1900.

### Orgel
- 1846 flyttades en orgel hit från Asmundtorps kyrka. Orgeln var byggd 1763 av Christian Fredrik Hardt, Malmö och hade 6 stämmor.
- 1897 byggde Åkerman & Lund, Stockholm en orgel med 8 stämmor.
- Nuvarande orgel med tio stämmor är tillverkad 1971 av A. Mårtenssons orgelfabrik AB, Lund. Orgeln är invigd 1971 och inbyggd i en äldre fasad. Orgeln är mekanisk.

| Huvudverk I   | Svällverk II      | Pedal       | Koppel |
| Rörflöjt 8'   | Gedackt 8´        | Subbas 16´  | I/P    |
| Principal 4´  | Koppelflöjt 4'    | Nachthorn ´ | II/P   |
| Waldflöjt 2'  | Principal 2'      |             | II/I   |
| Mixtur 3 chor | Nasat 1 1/3'      |             |        |
|               | Crescendosvällare |             |        |

### Webbkällor
- Information från Häljarps församling
- byggnadspresentation